# 盲導犬ロボット
盲導犬ロボット（もうどうけんロボット、英: Guide dog robot）は、盲導犬の代わりに視覚障碍者の補助をする用途のロボットである。

## 概要
盲導犬ロボットの概念は1970年代に既に考案されていた。国際科学技術博覧会や大田国際博覧会等の博覧会で試作機が公開されたものの、普及には至らず、2010年代以降、自動運転車の開発が活発化してそれらの技術が導入されるようになった。

## 課題
技術的には十分可能ではあるものの、2025年現在普及に至っていない理由の一因として事故が起きた時の責任の所在が明確ではないことが挙げられる。

## 特許
- 盲人用歩行補助器評価装置、特許第1462696号 (1988-10-28)
- 歩行訓練補助装置、特許第1369281号 (1987-03-25)